# 代表的個人
代表的個人 (Representative Agent)とは、近年のミクロ的基礎を持つマクロ経済学で多く見られるモデルの一種である。新しい古典派によって先駆的に用いられた後、多くのマクロ経済学のモデルで用いられるようになった。
マクロ経済の中にいる多くの消費者が「全ての消費者が同一の性質を持つ」と仮定することによって、ミクロレベルの行動とマクロレベルの変数の関係を単純化することができる。具体的には、「たった一人」の消費者が存在すると仮定して最適化問題を解くことに帰着出来る。
この代表的個人モデルには、単純化し過ぎており現実的ではないとの批判がある。確かに、このような仮定は非現実的であるが、マクロ経済学のモデルは、あくまで現実の経済の一部分を人間に理解出来るように取り出したものにすぎないため、仮定を評価する際には注意が必要である。すなわち、仮定が非現実的だからそのモデルは有用ではない、と言えるわけではない。
代表的個人の仮定は、現在のマクロ研究では緩められることも多い。重複世代モデルやそれを拡張したライフサイクルモデル、それにAiyagariに始まる異質的エージェントモデルは代表的個人の仮定を置いていない。